# 干麂子
干麂子，是僵尸的一种，据说在云南有座金矿，里面有矿工被塌方压住，那之后过数十年、数百年，因为被土金气息养育，虽然身体没坏，看起来像没死但其实已经死了。所以矿工就会在头上带一盏灯，遇到干麂子他想要吃烟，就给他烟吸，在吸完后就跪在地上求人带他出去。但矿工说：“我来这里为了找到金银，不能空手而归，你知道金矿在哪吗？”干麂子就带着他找到矿。传说云南有位矿工遇土压不得出,经过数十年或百年,被土金气所养身体不坏化成干麂子。另说干麂子相传殁于铜内尸不出硝,倚在锒木之间,年深月久,肉消而皮著骨,不朽亦不仆,后人经过其前,能伸手向讨烟吃。记载于《续子不语》

## 文化意义
被资本家折磨死去的矿工也叫做“干麂子”，堆积死难矿工尸体的山冲,叫做“干麂子冲”。

## 参看
中国妖怪列表